# Actenicerus athoides
Actenicerus athoides é uma espécie de besouro click da família Elateridae. A espécie foi descrita cientificamente por Kishii em 1955. Distribuída na região de Honshu, a espécie normalmente habita os pântanos da região e tem entre 14 a 20mm.